# Resolució 1806 del Consell de Seguretat de les Nacions Unides
La Resolució 1806 del Consell de Seguretat de les Nacions Unides fou adoptada per unanimitat el 20 de març de 2008. Després d'observar la situació a l'Afganistan, el consell va ampliar el mandat de la Missió d'Assistència de les Nacions Unides a l'Afganistan (UNAMA) un any.
Destacant la importància d'un enfocament global dels reptes que afronta l'Afganistan, i reafirmant el seu suport al govern i la gent d'aquest país, el Consell de Seguretat ha ampliat per un any el mandat de la presència de les Nacions Unides per al manteniment de la pau i va afinar les seves prioritats. El Consell ha instruït la UNAMA perquè liderés els esforços civils internacionals per promoure, entre altres tasques, un suport internacional coherent al Govern afganès i l'adhesió als principis de el pacte de l'Afganistan; enfortir la cooperació amb la Força Internacional d'Assistència per la Seguretat (ISAF); i, a través d'una presència més àmplia a tot el país, proporcionen un enfocament polític.
Més enllà de la resolució, UNAMA recolzaria els esforços per millorar la governança i l'imperi de la llei i la lluita contra la corrupció; exerciria un paper central de coordinació per facilitar el lliurament de l'assistència humanitària; promoure els drets humans; i assistiria al procés electoral, especialment a través de la Comissió Electoral Independent afganesa.
Alhora, el Consell convida als socis afganesos i internacionals a coordinar-se amb la UNAMA en l'execució del seu mandat i en els seus esforços per promoure la seguretat i la lliure circulació de les Nacions Unides i el personal associat a tot el país.
Destacant la importància d'enfortir i ampliar la presència de la UNAMA i d'altres programes de les Nacions Unides a les províncies, el Consell va animar al Secretari General a finalitzar els acords per abordar els problemes de seguretat associats.